# Balo (langue)
Pour les articles homonymes, voir Balo.
Le balo est une langue des Grassfields parlée au nord-ouest du Cameroun.